# 旺格奥伊
旺格奥伊（Wangoi），是印度曼尼普尔邦西因帕尔县的一个城镇。总人口7872（2001年）。

## 人口
该地2001年总人口7872人，其中男性3935人，女性3937人；0—6岁人口1046人，其中男527人，女519人；识字率64.33%，其中男性为75.91%，女性为52.76%。